# Fieravicola
La Fieravicola di Forlì è una mostra internazionale di avicoltura e cunicoltura che si svolge annualmente dal 1963.
Ha un'area di influenza che dall'Europa raggiunge il bacino del Mediterraneo. È rivolta essenzialmente al mondo imprenditoriale. Ci si può trovare tutto quanto appartenga al mondo dell'agricoltura ma l'attenzione principale è rivolta all'allevamento avicolo, settore in cui l'Italia ha una posizione di rilievo in ambito europeo.
Nella fiera si vendono animali, attrezzature per l'agricoltura e l'allevamento, mangimi e frumento da semina.
La manifestazione è sponsorizzata dal comune di Forlì, dalla provincia e dalla camera di commercio di Forlì Cesena nonché dalla Cassa dei risparmi di Forlì e della relativa fondazione.
La fiera viene accompagnata da riunioni con esponenti del mondo scientifico e imprenditoriale.

## Nuova stagione con Italian Exhibition Group S.p.A.
Nel 2019 Italian Exhibition Group S.p.A. ha annunciato che Fieravicola avrebbe lasciato la location della Fiera di Forlì per approdare a quella del quartiere fieristico riminese dove si terrà nel 2021 in contemporanea con l'evento fieritstico sul comparto ortofrutticolo (Macfrut) assumendo, da quella data, la cadenza annuale. Con tale acquisizione l'Italian Exhibition group S.p.A. ha potuto ampliare ulteriormente il suo portafoglio nel settore agroalimentare e nello stesso tempo Fieravicola può contare non solo su un plant fieristico moderno, funzionale e dotato di una stazione ferroviaria interna sulla linea Milano – Bari, ma anche sulla contemporaneità del Macfrut, la rassegna internazionale del comparto ortofrutticolo che Cesena Fiera ha trasferito a Rimini nel 2014. Tale cosa è potuta avvenire grazie all'approvazione dal CdA della Fiera di Forlì e dal consiglio comunale forlivese (che della Fiera è socio di maggioranza). Più esattamente l’accordo tra l'Italian Exhibition Group S.p.A. e la Fiera di Forlì statuisce la costituzione di una nuova società (denominata Fieravicola S.r.l.), dove l'Italian Exhibition Group S.p.A. ha 51% del capitale sociale, la Fiera di Forlì ha il 35%, Cesena Fiera ha il 10%, mentre Assoavi e Unaitalia hanno entrambe il 2%. Le linee strategiche della manifestazione sono dettate dalla Fieriavicola S.r.l. a maggioranza Italian Exhibition Group S.p.A., ma la gestione operativa è in capo a Cesena Fiera già impegnata con la preparazione del Macfrut, mentre i contenuti tecnici e culturali, i convegni e gli approfondimenti di mercato sono organizzati dalla Fiera di Forlì che detiene un expertise sul settore a far data dal 1961. 